# Cryptorhynchina
Sous-tribu
Les Cryptorhynchina sont une sous-tribu d'insectes coléoptères de la famille des curculionidés, de la sous-famille des Cryptorhynchinae et de la tribu des Cryptorhynchini. 

## Liste des genres
Achopera - 
Achoperinus - 
Acrotychreus - 
Aethreus - 
Agathicis - 
Albius - 
Allanalcis - 
Amleanus - 
Anaechmura - 
Anchacamptus - 
Ancocis - 
Anomoemerus - 
Apteromechus - 
Arthrocorynus - 
Asytesta - 
Athanasius - 
Atrichis - 
Autillia - 
Baeorhynchodes - 
Baridiomorpha - 
Bathybothrus - 
Bepharus - 
Berosicus - 
Bosquiella - 
Brachypezichus - 
Brachyphyes - 
Caenocryptorrhynchus - 
Catapycnus - 
Cechania - 
Chaetoctesius - 
Chimades - 
Cnemecoelus - 
Cnemidoprion - 
Coelosternechus - 
Coelosterninus - 
Coelosternopsis - 
Coelosternulum - 
Coelosternus - 
Collabismodes - 
Collabismus - 
Colonnellia - 
Coniferocryptus - 
Conomalthus - 
Coptocelis - 
Cossonorhynchus - 
Crematogasterobius - 
Critomerus - 
Cryptometopus - 
Cryptorhynchus - 
Cryptorrhynchidius - 
Cryptorrhynchites - 
Cyamobolus - 
Cyamomimus - 
Cyamomistus - 
Cyamotrox - 
Cylindrocorynites - 
Cylindrothecus - 
Cyphoderocis - 
Diaporesis - 
Diphilus - 
Discophorellus - 
Dysopeomus - 
Dysopirhinus - 
Echinonotus - 
Elpinus - 
Elytrocoptus - 
Emydica - 
Enteles - 
Ephrycinus - 
Ephrycus - 
Epipedorhinus - 
Episodiocis - 
Ethocis - 
Eubulomus - 
Eubulopsis - 
Eubulus - 
Eucalyptocis - 
Eucryptorrhynchus - 
Eudyasmus - 
Eurymetopocis - 
Eusemio - 
Euthyrhamphus - 
Eutinobothrus - 
Eutyrhinus - 
Evaniocis - 
Gasterosaga - 
Glyphagia - 
Homoeostethus - 
Huarucus - 
Hyparinus - 
Imalithus - 
Indecentia - 
Isax - 
Islanderia - 
Isus - 
Kirschia - 
Korystina - 
Lepidarcus - 
Leptidotasia - 
Liometophilus - 
Lophotectorus - 
Macromeropsis - 
Macromerus - 
Maemactes - 
Malacobius - 
Mallus - 
Mantias - 
Mecistocorynus - 
Megamastodes - 
Meniomorpha - 
Menios - 
Merocnemus - 
Merophorus - 
Mesalcus - 
Mesitorhynchus - 
Metacymia - 
Metaptous - 
Metoposoma - 
Metrania - 
Metraniella - 
Metraniomorpha - 
Metraniopsis - 
Metriophilus - 
Metyrculus - 
Metyrus - 
Microscapus - 
Miotus - 
Mitrastethus - 
Myelobius - 
Nauphaeus - 
Nedymora - 
Neocryptorrhynchus - 
Neodiplogrammus - 
Neomystocis - 
Neotylodes - 
Neoulosomus - 
Notocryptorhynchus - 
Nyphaeba - 
Onchoscelis - 
Orphanyasmus - 
Osaces - 
Oxymelus - 
Palaeopus - 
Panopides - 
Pantiala - 
Pappista - 
Paranalcis - 
Paratituacia - 
Parisacalles - 
Pascoeus - 
Pelephicus - 
Perissops - 
Peucron - 
Phace - 
Philonis - 
Phloeoglymma - 
Phyrdenus - 
Pisaeus - 
Plagiocorynus - 
Platytenes - 
Plococerus - 
Pseudometyrus - 
Pseudoperissops - 
Pseudotepperia - 
Ptous - 
Pusus - 
Rebius - 
Rectosternum - 
Rhadinopus - 
Rhetogenes - 
Rhinochenus - 
Rhyephenes - 
Rhynchodes - 
Riboseris - 
Riehlia - 
Scedasus - 
Sclerolips - 
Scotinocis - 
Sculptosternum - 
Selenotrachelus - 
Semio - 
Semnorhynchus - 
Shirahoshizo - 
Siron - 
Staseas - 
Sternochetus - 
Strattis - 
Styracopus - 
Sudus - 
Sybulus - 
Syrichius - 
Tepperia - 
Thaumastochirus - 
Thegilis - 
Thrasyomus - 
Tituacus - 
Trachalus - 
Troezon - 
Tychreus - 
Tylocis - 
Tyloderma - 
Tylodermodes - 
Tynnichus - 
Tyrannion - 
Tyrtaeosellus - 
Xola - 
Zascelis - 
Zeugenia